# Cedrii sunători ai Rusiei
Cedrii sunători ai Rusiei (în rusă Звенящие кедры России) este o serie de cărți scrise de Vladimir Megre, publicată în peste 20 de limbi și care condensează în 10 volume deosebit de multă informație privind toate aspectele Omului: educația și creșterea copiilor, rolul și importanța grădinăritului, importanța, influența gândurilor, emoțiilor, creația Omului, universului, cum să ne rugăm eficient și multe altele.

Primul volum: Anastasia

## Cum au apărut cărțile
În 1994, Vladimir Megre, un antreprenor rus, pornește într-o altă expediție pe fluviul Obi spre nord și întâlnește doi oameni în vârstă care îi povestesc despre un cedru (în rusă Кедр, transliterat kedr, mai cunoscut în limba engleză ca pin siberian) din adâncurile taigalei, care scoate un sunet „rugător” sau tânguitor, ceea ce înseamnă că era aproape de sfârșitul vieții sale de secole, fiind gata de a fi tăiat și de a-și oferi celor interesați remarcabilele proprietăți vindecătoare. Decide să se întoarcă în zona respectivă în anul următor (1995), de data aceasta singur, pentru a face investigații. În locul celor doi bătrânei, el descoperă o tânără femeie, care îi spune că acei bătrânei erau bunicul și străbunicul ei și se oferă să îl conducă la cedrul descris de aceștia. Se dovedește a fi o pustnică ce trăiește retrasă în taiga, fără nicio facilitate (locuință și alimente depozitate) decât cele oferite de natură. Acasă, în poienița Anastasiei, el petrece 3 zile în care ea îi dezvăluie informații profunde despre creația Universului, relația originală a omului cu natura și stilul de trai complet denaturat al omului modern, educația copiilor, o serie de secrete ascunse de umanitate și multe alte cunoștințe pe care oamenii de știință nu le-au deslușit încă.
Rugămintea Anastasiei a fost doar aceea de a scrie o serie de cărți, pentru că ele ar urma să schimbe milioane de vieți în bine și ar scăpa mulți oameni de suferințe. Visele și dorințele Anastasiei se conturează până la cel mai mic detaliu în cele mai neașteptate moduri. Megre, un simplu negustor fără talent în arta literară, pornește încă buimăcit de experiențele profunde trăite în taiga să le expună în cărți, care pe un parcurs de 10 ani ajung să fie o serie de 9 volume denumită "Cedrii sunători ai Rusiei"
Din prefață: "Anastasia a spus că aceste cărți conțin combinații de cuvinte și fraze care au un efect benefic asupra cititorului fiind impregnate cu o energie specială."